# ابن شهاب الزهري
محمد بن مسلم بن عبيد الله بن عبد الله بن شهاب الزهريالقرشي أبو بكر المدني (المتوفى في رمضان 123 أو 124هـ) سكن الشام.
ولد سنة خمسين أو إحدى وخمسين أو اثنان وخمسين وقيل سنة ثمان وخمسين بعد الهجرة، في آخر خلافة معاوية، في السنة التي ماتت فيها عائشة زوجة الرسول محمد. ذكره محمد بن سعد في الطبقة الرابعة من أهل المدينة، أسند الزهري أكثر من ألف حديث عن الثقات ومجموع أحاديث الزهري كلها 2200 حديث.
نشأ فقيراً فأكب على العلم، ولازم بعض صغار الصحابة وعلماء التابعين، فمن الصحابة أمثال: أنس بن مالك، وسهل بن سعد الساعدي، ومن التابعين، فقهاء المدينة السبعة، وعبيد الله بن عمر، وغيرهم من كبار التابعين.
قال أحمد بن حنبل: أصح الأسانيد الزهري عن سالم بن عبد الله عن أبيه.
توفي ليلة الثلاثاء لسبع عشرة ليلة خلت من شهر رمضان سنة 124 هـ ودفن بشغب، آخر حدّ الحجاز وأول حد فلسطين وقيل توفي سنة 123 هـ

## نسبه
- هو : محمد بن مسلم بن عبيد الله بن عبد الله الأكبر بن شهاب بن عبد الله بن الحارث الزهري بنو زهرة الكلابي بنو كلاب بن مرة بن كعب بن لؤي بن غالب بن فهر بن مالك القرشي بنو النضر بن كنانة بن خزيمة بن مدركة بن الياس بن مضر بن نزار بن معد بن عدنان أبو بكر المدني.
- أمه : عائشة بنت عبد الله الأكبر بن شهاب، الزهرية القرشية.وقيل: بنت أهبان بن أفصى بن عروة بن صخر بن يعمر بن نفاثة بن عدي بن الديل بن بكر

## أوصافه
أحمر الرأس واللحية وفي حمرتها انكفاء قليلا كأنه يجعل فيه كتما وكان أعيمش وعليه جميمة.

## حياته
عالم جمع الكثير من العلوم أشهرها علم القرآن والسنة وأنساب العرب، اشتهر بقوة ذاكرته وجودة حفظه، وكان يكره أكل التفاح ويقول: إنه يُنسي، وكان يشرب العسل ويقول: إنه يذكر ، كان يسأل الصحابة عن الأسئلة طلباً للحديث، وكان يأتي المجالس من صدورها.

## قيل عنه
- قال أبو مسعود أحمد بن الفرات الرازى: ليس فيهم أجود مسنداً من الزهري.
- قال الذهلي، عن عبد الرزاق: قلت لمعمر : هل سمع الزهري من ابن عمر ؟ قال :نعم، سمع منه حديثين.[4]
- قال أبو حاتم: لا يصح سماعه من ابن عمر ولا رآه، ورأى عبد الله بن جعفر، ولم يسمع منه.[6]
- قال محمد بن سعد: كان الزهري ثقة، كثير الحديث والعلم والرواية فقيها جامعا.
- قال عبد الرزاق، عن معمر، عن الزهري : جالست سعيد بن المسيب ثمان سنين تمس ركبتي ركبته.
- قال إبراهيم بن سعد، عن أبيه: ما سبقنا ابن شهاب بشيء من العلم إلا أنه كان يشد ثوبه عند صدره، ويسأل عما يريد، وكنا تمنعنا الحداثة.
- قال عبد الرحمن بن إسحاق، عن الزهري: ما استعدت حديثا قط، ولا شككت في حديث إلا حديثا واحدا، فسألت صاحبي فإذا هو كما حفظت.

## شيوخه
حدثَ محمد بن مسلم الزهري عن كل من:
- أبان بن عثمان بن عفان
- إبراهيم بن عبد الله بن حنين
- إبراهيم بن عبد الرحمن بن عوف
- إسماعيل بن محمد بن سعد بن أبي وقاص
- أنس بن مالك
- أويس بن أبي أويس
- ثابت بن قيس  الزرقى
- ثعلبة بن أبي مالك القرظى
- جابر بن عبد الله بن عمرو بن حرام (مرسل)
- جعفر بن عمرو بن أمية الضمرى
- حبيب مولى عروة بن الزبير
- حرملة مولى أسامة بن زيد
- الحسن بن محمد بن الحنفية
- حصين بن محمد الأنصاري السالمى
- حفص بن عاصم بن عمر بن الخطاب
- حفص بن عمر بن سعد القرظ
- حمزة بن عبد الله بن عمر بن الخطاب
- حميد بن عبد الرحمن بن عوف
- حنظلة بن على الأسلمى
- خارجة بن زيد بن ثابت
- خالد بن أسلم
- خالد بن المهاجر بن خالد بن الوليد
- رافع بن خديج (مرسل)
- الربيع بن سبرة بن معبد الجهنى
- ربيعة بن عباد الديلى
- سالم بن عبد الله بن عمر
- السائب بن يزيد
- سحيم مولى بنى زهرة
- سعيد بن خالد بن عمرو بن عثمان بن عفان
- سعيد بن المسيب
- سلمان أبى عبد الله الأغر
- سليمان بن أرقم
- سليمان بن يسار
- سنين أبى جميلة
- سهل بن سعد الساعدى
- صالح بن عبد الله بن أبي فروة
- صفوان بن عبد الله بن يعلى بن أمية
- صفوان بن يعلى بن أمية
- الضحاك الهمدانى المشرقى
- ضمرة بن عبد الله بن أنيس الجهنى
- طارق بن مخاشن
- طاووس بن كيسان
- طلحة بن عبد الله بن عوف
- عامر بن سعد بن أبي وقاص
- عامر بن واثلة
- عباد بن تميم
- عباد بن زياد
- عبادة بن الصامت (مرسل)
- عبد الله بن أبي بكر بن عبد الرحمن بن الحارث بن هشام
- عبد الله بن أبي بكر بن محمد بن عمرو بن حزم
- عبد الله بن ثعلبة بن صعير
- عبد الله بن الحارث بن نوفل
- عبد الله بن صفوان
- عبد الله بن عامر بن ربيعة
- عبد الله بن عبد الله بن الحارث
- عبد الله بن عبد الله بن عمر بن الخطاب
- عبد الله بن عبد الرحمن بن أزهر الزهرى
- عبد الله بن عمر بن الخطاب
- عبد الله بن كعب بن مالك
- عبد الله بن محمد بن الحنفية
- عبد الله بن محيريز الجمحي
- عبد الله بن وهب بن زمعة
- وهب بن عبْد زمعة
- عبد الحميد بن عبد الرحمن بن زيد بن الخطاب
- عبد الرحمن بن أزهر
- عبد الرحمن بن عبد الله بن كعب بن مالك
- عبد الرحمن بن عبد القاري
- عبد الرحمن بن كعب بن مالك
- عبد الرحمن بن ماعز
- محمد بن عبد الرحمن بن ماعز
- عبد الرحمن بن مالك بن مالك بن جعشم
- عبد الرحمن بن هرمز
- عبد الرحمن بن هنيدة
- عبد الكريم بن الحارث المصري
- عبد الملك بن أبي بكر بن عبد الرحمن بن الحارث بن هشام
- عبيد الله بن أبي رافع
- عبيد الله بن كعب بن مالك
- عبيد الله بن عبد الله بن ثعلبة الأنصاري
- عبيد الله بن عبد الله بن أبي ثور
- عبيد الله بن عبد الله بن عتبة بن مسعود
- عبيد الله بن عبد الله بن عمر بن الخطاب
- عبيد الله بن عياض المدني
- عبيد بن السباق
- عثمان بن إسحاق بن خرشة
- عروة بن الزبير
- عطاء بن أبي رباح
- عطاء بن يزيد الليثي
- عطاء بن يعقوب مولى ابن سباع
- عقبة بن سويد الأنصاري
- علقمة بن وقاص
- علي بن الحسين السجاد
- علي بن عبد الله بن عباس
- عمارة بن أكيمة الليثى
- عمارة بن أبي حسن المازنى
- عمارة بن خزيمة بن ثابت
- عمر بن ثابت الخزرجى
- عمر بن عبد العزيز
- عمر بن محمد بن جبير بن مطعم
- عمرو بن أبان بن عثمان بن عفان
- عمرو بن أبي سفيان بن أسيد بن جارية الثقفي
- عمرو بن سليم الزرقى
- عمرو بن شعيب
- عمرو بن عبد الله بن أنيس الجهنى
- عمرو بن عبد الرحمن بن أمية
- عنبسة بن سعيد بن العاص الأموي
- عوف بن الحارث بن الطفيل
- عياض بن خليفة
- عيسى بن طلحة بن عبيد الله
- القاسم بن محمد بن أبي بكر
- قبيصة بن ذؤيب
- كثير بن العباس بن عبد المطلب
- مالك بن أوس بن الحدثان
- المحرر بن أبي هريرة
- محمد بن جبير بن مطعم
- محمد بن زيد بن المهاجر
- محمد بن أبي سفيان بن العلاء بن جارية الثقفي
- محمد بن سويد الفهرى
- محمد بن عباد بن جعفر المخزومى
- محمد بن عبد الله بن الحارث بن نوفل
- محمد بن عبد الله بن عباس
- محمد بن عبد الرحمن بن ثوبان
- محمد بن عبد الرحمن بن الحارث بن نوفل
- محمد بن عروة بن الزبير
- محمد بن المنكدر
- محمد بن النعمان بن بشير
- محمود بن الربيع
- محمود بن لبيد
- أبيه مسلم بن عبد الله بن شهاب الزهرى
- المطلب بن عبد الله بن حنطب
- نافع بن أبي أنس
- نافع بن جبير بن مطعم
- نافع مولى ابن عمر
- نافع مولى أبى قتادة
- نبهان مولى أم سلمة
- نملة بن أبي نملة الأنصاري
- الهيثم بن أبي سنان المدني
- يحيى بن سعيد بن العاص
- يحيى بن سعيد الأنصاري
- يحيى بن عروة
- يزيد بن الأصم
- يزيد بن هرمز
- يزيد بن وديعة الأنصاري
- أبى الأحوص مولى بنى ليث
- أبي إدريس الخولانى
- أبي أمامة بن سهل بن حنيف
- أبي بكر بن سليمان بن أبي حثمة
- أبي بكر بن عبد الرحمن بن الحارث بن هشام
- أبي بكر بن عبيد الله بن عبد الله بن عمر
- أبي بكر بن محمد بن عمرو بن حزم
- أبي حميد مولى مسافع
- أبي خزامة
- ابن أبي خزامة
- أبي سلمة بن عبد الرحمن بن عوف
- أبى سنان الدؤلى
- أبى عبيد مولى ابن أزهر
- أبى عبيدة بن عبد الله بن زمعة
- أبى عثمان بن سنة الخزاعى
- أبى هريرة (مرسل)
- عمرة بنت عبد الرحمن
- هند بنت الحارث الفراسية

## تلاميذه
حدث عن محمد بن مسلم الزهري كلٌّ من:
- أبان بن صالح
- إبراهيم بن إسماعيل بن مجمع
- إبراهيم بن سعد الزهري
- إبراهيم بن أبي عبلة
- إبراهيم بن نشيط الوعلاني
- إبراهيم بن يزيد الخوزي
- أسامة بن زيد الليثي
- إسحاق بن راشد الجزري
- إسحاق بن عبد الله بن أبي فروة
- إسحاق بن يحيى الكلبي العوصي
- جعفر الصادق
- إسماعيل بن إبراهيم بن عقبة
- إسماعيل بن أمية
- أيوب بن موسى
- أيوب السختياني
- برد بن سنان الشامي
- بكر بن سوادة الجذامي
- بكر بن وائل
- بكير بن عبد الله بن الأشج
- ثابت بن ثوبان
- ثعلبة بن سهيل
- جبير بن أبي صالح
- جعفر بن برقان
- جعفر بن ربيعة
- جويرية بنت أسماء
- الحارث بن فضيل
- الحجاج بن أرطاة
- حفص بن حسان
- أبو معيد حفص بن غيلان
- حفص بن الوليد الحضري
- حكيم بن حكيم بن عباد بن حنيف
- أبو صخر حميد بن زياد الخراط
- حميد بن قيس الأعرج
- خالد بن يزيد المصري
- دويد بن نافع
- الربيع بن حظيان
- ربيعة بن أبي عبد الرحمن
- روح بن جناح
- زمعة بن صالح
- زياد بن سعد
- زيد بن أسلم
- زيد بن أبي أنيسة
- سالم الأفطس
- سعد بن سعيد الأنصاري
- سعيد بن بشير
- سعيد بن عبد العزيز
- سعيد بن أبي هلال
- سفيان بن حسين
- سفيان بن عيينة
- سليمان بن أرقم
- سليمان بن داود الخولاني
- أبو سلمة سليمان بن سليم الكناني
- سليمان بن كثير العبدي
- سليمان بن أبي كريمة
- سليمان بن موسى
- سهيل بن أبي صالح
- شعيب بن أبي حمزة
- صالح بن أبي الأخضر
- صالح بن كثير
- صالح بن كيسان
- صدقة بن يسار
- صفوان بن سليم
- ضرار بن عمرو
- عبد الله بن بديل
- عبد الله بن أبي بكر بن محمد بن عمرو بن حزم
- عبد الله بن دينار
- عبد الله بن زياد بن سمعان
- عبد الله بن عبد الرحمن الجمحي
- عبد الله بن عبد الرحمن بن معمر بن حزم
- عبد الله بن عيسى بن عبد الرحمن بن أبي ليلى
- عبد الله بن محمد بن عقيل
- عبد الله بن مسلم بن شهاب
- عبد الجليل بن حميد اليحصبي
- عبد الرحمن بن إسحاق المدني
- عبد الرحمن بن ثابت بن ثوبان
- عبد الرحمن بن الحارث بن عياش بن أبي ربيعة
- عبد الرحمن بن حسان الكناني
- عبد الرحمن بن خالد بن مسافر
- عبد الرحمن بن عبد العزيز الأمامي
- عبد الرحمن بن عمرو الأوزاعي
- عبد الرحمن بن نمر
- عبد الرحمن بن يزيد بن تميم
- عبد الرحمن بن يزيد بن جابر
- عبد السلام بن أبي الجنوب
- عبد العزيز بن أبي سلمة الماجشون
- عبد الملك بن جريج
- عبد الوهاب بن أبي بكر
- عبيد الله بن أبي زياد الرصافي
- عبيد الله بن عمر العمري
- عتبة بن أبي حكيم
- عثمان بن أبي رواد
- عثمان بن عبد الرحمن الوقاصي
- عثمان بن عمر بن موسى التيمي
- عراك بن مالك
- عطاء بن أبي رباح
- عقيل بن خالد الأيلي
- عكرمة بن خالد المخزومي
- عمارة بن أبي فروة
- عمر بن عبد العزيز
- عمر بن يزيد النصري
- عمرو بن الحارث المصري
- عمرو بن دينار
- عمرو بن شعيب
- العلاء بن الحارث
- عياض بن عبد الله الفهري
- فليح بن سليمان
- القاسم بن هزان الخولاني الداراني
- قتادة بن دعامة
- قرة بن عبد الرحمن بن حيوئيل
- الليث بن سعد
- مالك بن أنس
- محمد بن إسحاق بن يسار
- محمد بن الحجاج بن أبي فتلة الخولاني
- محمد بن أبي حفصة
- محمد بن صالح التمار
- محمد بن عبد الله بن أبي عتيق
- محمد بن عبد الله الديباج
- محمد بن عبد الله بن مسلم بن شهاب
- محمد بن عبد الرحمن بن أبي ذئب
- محمد بن عبد الرحمن مولى آل طلحة
- أبو جعفر محمد بن علي بن الحسين
- محمد بن علي بن شافع
- محمد بن عمرو بن حلحلة
- محمد بن المنكدر
- محمد بن الوليد الزبيدي
- مرزوق بن أبي الهذيل
- مسرة بن معبد اللخمي
- معاوية بن سلام
- معاوية بن يحيى الصدفي
- معقل بن عبيد الله الجزري
- معمر بن راشد
- منصور بن المعتمر
- موسى بن عقبة
- موسى بن علي بن رباح
- موسى بن عمير
- موسى بن يسار
- أبو سهيل نافع بن مالك بن أبي عامر
- النعمان بن راشد الجزري
- النعمان بن المنذر
- هشام بن سعد
- هشام بن عروة
- هشيم بن بشير
- هلال بن رداد الطائي
- الوليد بن محمد الموقري
- يحيى بن سعيد الأنصاري
- يزيد بن أبي حبيب
- يزيد بن رومان
- يزيد بن زياد الدمشقي
- يزيد بن عبد الله بن الهاد
- يزيد بن يزيد بن جابر
- يعقوب بن عتبة الثقفي
- يوسف بن يعقوب بن الماجشون
- يونس بن يزيد الأيلي
- أبو أويس المدني
- أبو أيوب
- أبو بكر بن حفص بن عمر بن سعد بن أبي وقاص الزهري
- أبو الزبير المكي
- أبو سلمة العاملي
- أبو علي بن يزيد الأيلي

## وفاته
قال إبراهيم بن سعد، وابن أخي الزهري، والهيثم بن عدي، والواقدي، وخليفة بن خياط، وعلي بن المديني، وأبو نعيم، ويحيى بن بكير، وعمرو بن علي، ومحمد بن المثنى، ومحمد بن سعد، وأبو عمر الضرير: مات سنة أربع وعشرين ومئة.
وكذلك قال محمد بن يحيى بن أبي عمر العدني، وغير واحد عن سفيان بن عيينة. زاد الواقدي، وغيره : لسبع عشرة مضت من رمضان، وهو ابن اثنتين وسبعين.
وقال الزبير بن بكار: مات بشغب ليلة الثلاثاء لسبع عشرة خلت من رمضان سنة أربع وعشرين ومئة، وهو ابن اثنتين وسبعين سنة.
ْ